# Gonomyia (Leiponeura) circumcincta
Gonomyia (Leiponeura) circumcincta is een tweevleugelige uit de familie steltmuggen (Limoniidae). De soort komt voor in het Australaziatisch gebied.